# Theodoor Van Nieuwenhuyse
Theodoor Van Nieuwenhuyse (Lokeren, 15 februari 1872 – Oudenaarde, 3 mei 1930) was een Vlaams schrijver.
Van Nieuwenhuyse groeide op te Waregem en ging in Sint-Niklaas naar de normaalschool, alwaar hij van de schrijver Amaat Joos les kreeg. Hij heeft echter uitsluitend als tijdelijk leerkracht les gegeven, toen hij in de gemeenteschool van Bevere ene Oscar Goethals moest vervangen. Van Nieuwenhuyse werd bediende bij de Belgische spoorwegen, maar werkte daarnaast als corrector voor een Antwerpse uitgeverij, hetgeen hem, onder anderen, in contact bracht met Karel van de Woestijne, Gonzales Combel, Stijn Streuvels en Hugo Verriest.
Van Nieuwenhuyse was hoofdzakelijk in Oudenaarde werkzaam, alwaar hij in 1892 tezamen met zijn broer Norbert als acteur bij de toneelvereniging Deugd en Vreugd optrad. Hij schreef tot 1914 geregeld verhalen in de kranten De Scheldegalm en De Wekker; in wezen verzamelde hij oude volksvertellingen uit de Vlaamse Ardennen en maakte op die manier een heemkundige inventaris van de plaatselijke folklore. Een aantal van zijn verhalenbundels werden als boeken uitgegeven.
Met het uitbreken van de Eerste Wereldoorlog was het onmogelijk geworden, nog verder te publiceren, zodat enkele van zijn boeken nooit uitgegeven werden. In 1923 stichtte Van Nieuwenhuyse in Bevere de toneelmaatschappij Willen is Kunnen en hield zich verder nog met het verzamelen van liederen onledig. Hij kampte echter met een hartziekte en moest vanaf 1925 alle activiteit stopzetten. 

## Werken
- 1905: Aangename Winteravondstonden
- 1906: Grootmoeders vertellingen
- 1914: Boerenwijsheid in dicht en rijm
- s.d.: Rond het lamplicht: een bundel vertelsels
- s.d.: Vader vertelt!
- s.d.: Zegswijzen over Weer- en Landbouw
- s.d.: Letterkundige Mengelingen
- Roza (onuitgegeven)
- Schetsen uit het Studentenleven (onuitgegeven)
- De Brandstichter (onuitgegeven)